# Cassandre (sèrie de televisió)
Cassandre és una sèrie de televisió francobelga creada per Mathieu Masmondet i Bruno Lecigne, el primer episodi de la qual es va emetre el 28 de novembre de 2015 a France 3. La sèrie és una coproducció de Barjac Production, France Télévisions, Be-Films i la RTBF.

## Sinopsi
Florence Cassandre (Gwendoline Hamon) és una dona de caràcter decidit. És comissària de policia al prestigiós del 36, quai des Orfèvres, però demana que la traslladin a Annecy per estar més a prop del seu fill Jules, un adolescent força difícil que viu en un hostal. Arriba a una nova comissaria, al capdavant d'un equip molt unit, que haurà de gestionar tractant amb uns quants personatges forts, com el seu ajudant Pascal Roche (Alexandre Varga).

## Repartiment
- Gwendoline Hamon: comissària Florence Cassandre
- Alexandre Varga: capità Pascal Roche
- Dominique Pinon: tinent Jean-Paul Marchand
- Jessy Ugolin: tinent Nicky Maleva
- Emmanuelle Bougerol: Major Kerouac (des de S05E03)
- Julien Heteau: Robinson Marques, intern (des de S05E03)
- Émilie Gavois-Kahn: major Sidonie Montferrat (S01E01 a S05E02, marxa a Fort-de-France)
- Christopher Bayemi: Benjamin Batelier, aprenent (S04E01 a S05E02, marxa a Fort-de-France)
- Sören Prévost: Étienne Chappaz (des de S0402)
- Béatrice Agenin: Évelyne Roche, mare de Pascal i Audrey, morta (S01E01 a S04E01)
- Jules Houplain (S01E01 a S02E03) després Luca Malinowski (des de S02E04): Jules Cassandre, fill de Florence
- Christophe Gendreau: Philippe Cassandre, exmarit de Florence
- Fabrice Deville: Stéphane Voussac, redactor en cap d'Annecy Matin, i supervisor de pràctiques aleshores empresari de Jules Cassandre (temporades 2 i 4)
- Stéphane Blancafort: comandant Yvan Carréla, antic company de Florencea "36" (S01E01, S01E02, S02E01, S03E02)

## Rodatge
El rodatge té lloc a prop d'Annecy. Les escenes de la comissaria es fan als voltants de Lió, a Rillieux-la-Pape a l'antic ajuntament. Les escenes de l'hospital estan rodades a la clínica Val Rosay de Saint-Didier-au-Mont-d'Or.
La producció d'episodis ha augmentat any rere any. A partir de dos episodis durant les dues primeres temporades, la sèrie va augmentar a quatre episodis des de la tercera temporada.

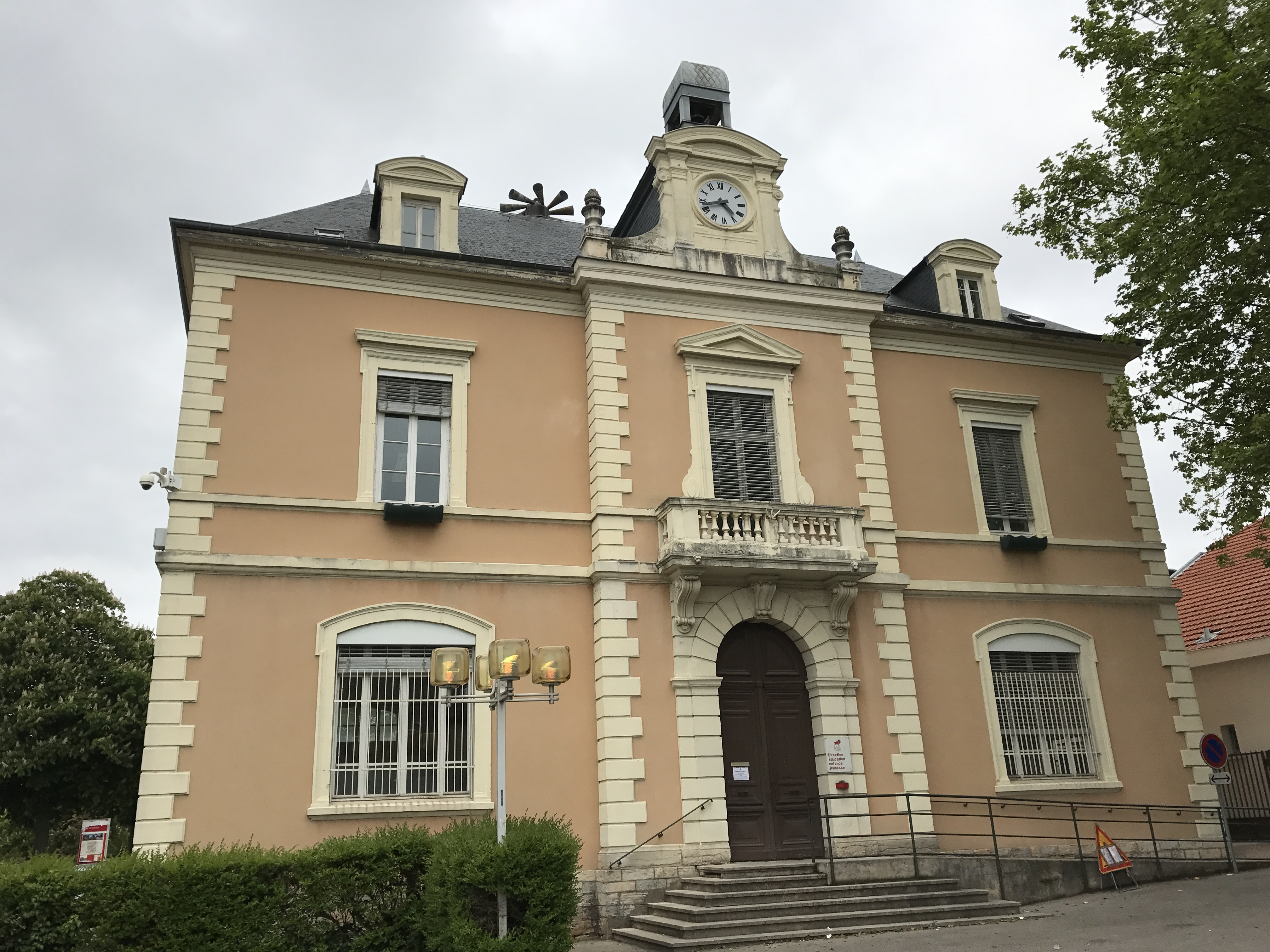
La comissaria (ep. 1-7).
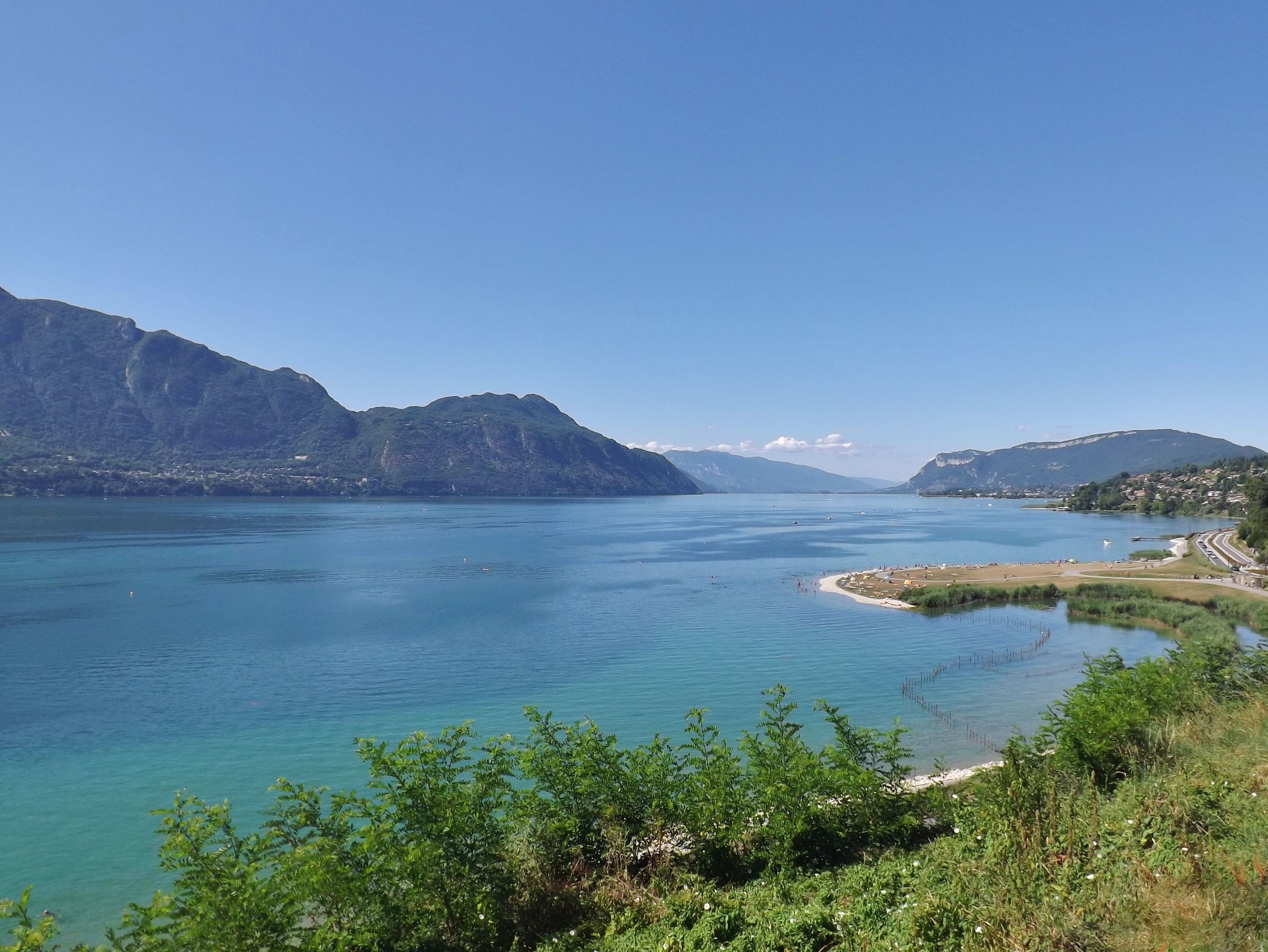
Llac Bourget.
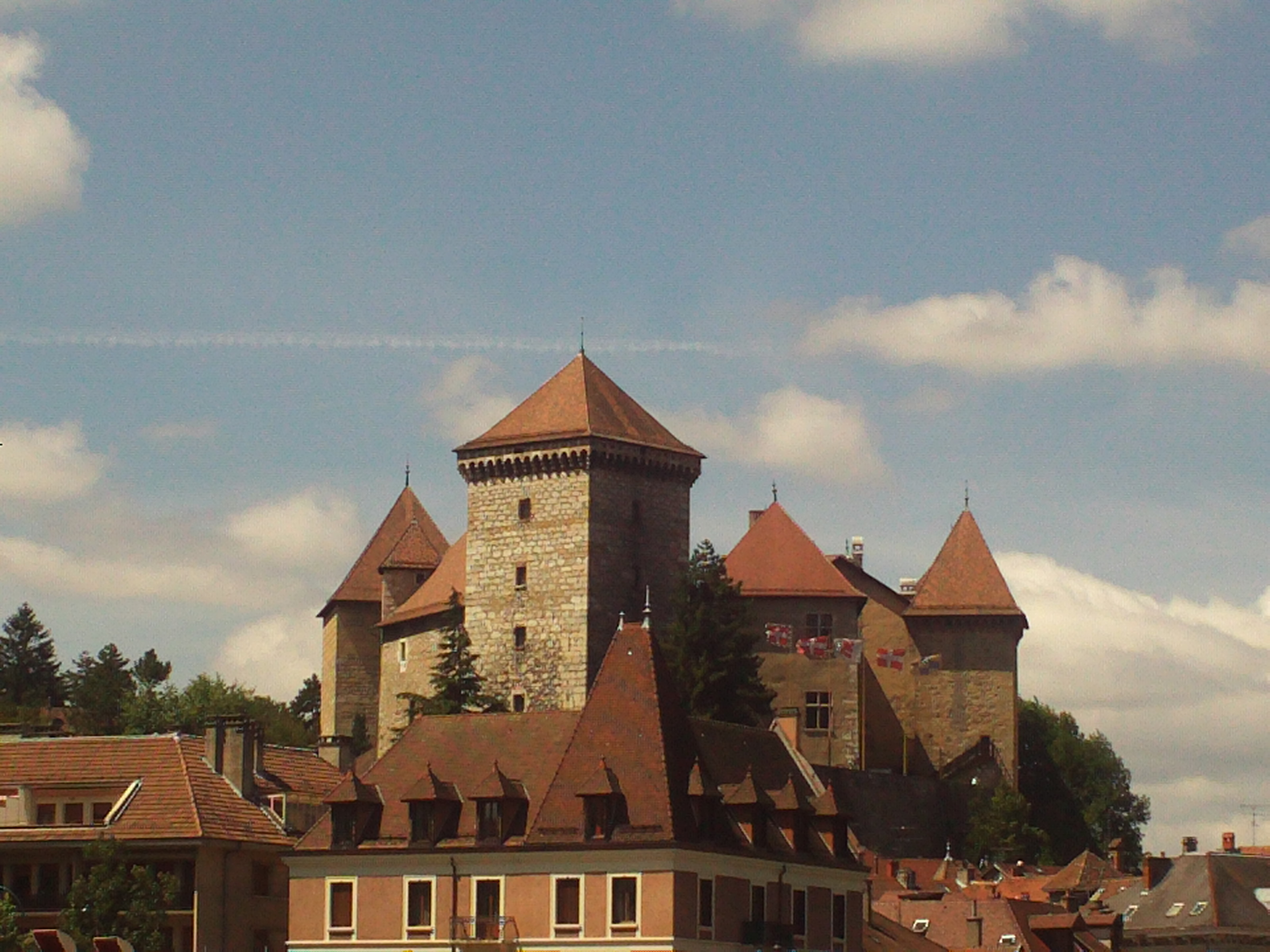
Castell d'Annecy.
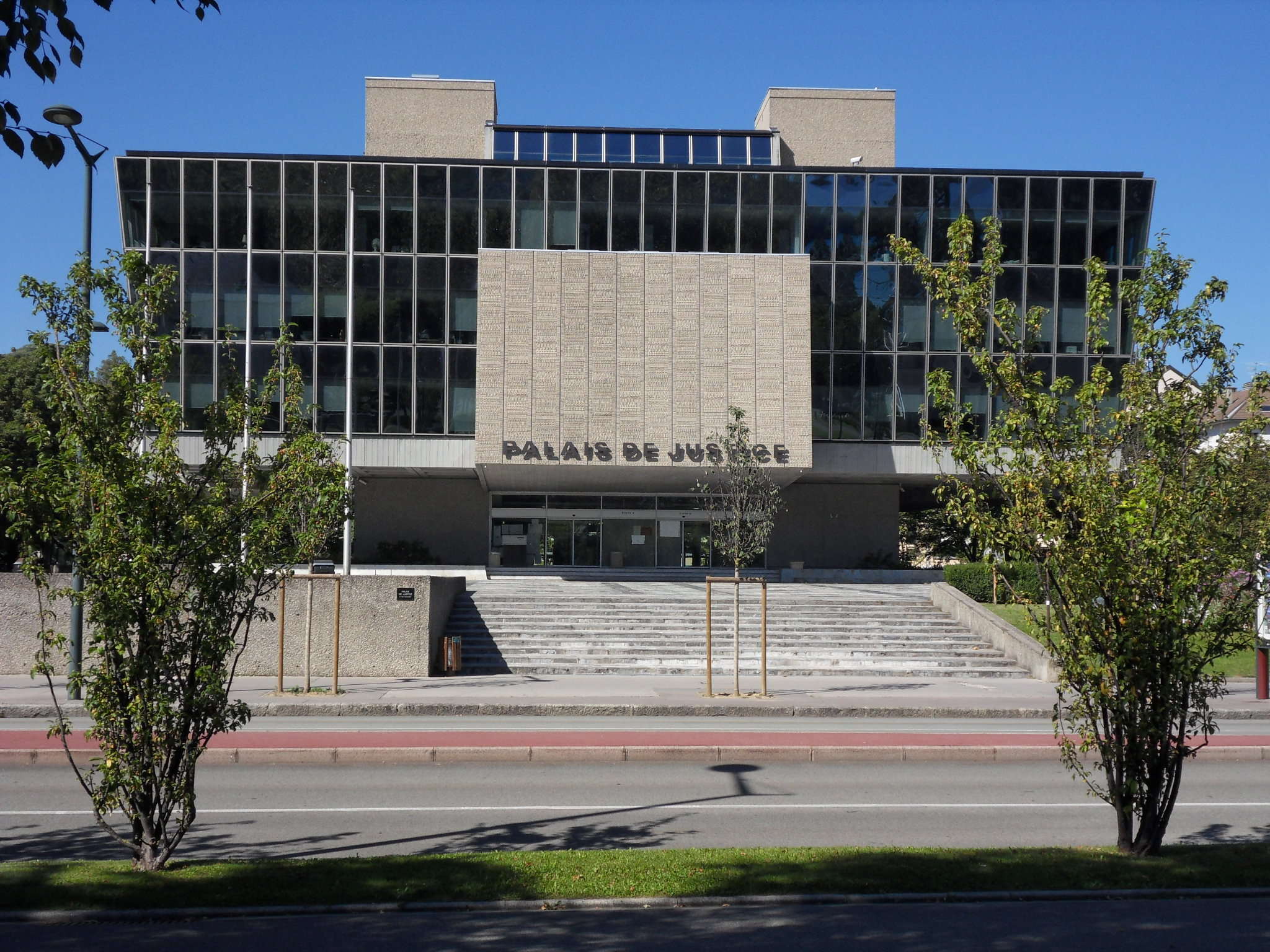
Palau de justícia d'Annecy.

## Acollida
La revista belga Moustique veu Cassandre com una "figura fosca de Candice Renoir". El periodista assenyala la mateixa vena romàntica entre les dues heroïnes: «l'ambigüitat de la relació amb [el seu] segon" però "Gwendoline Hamon va ser capaç de donar-li una identitat». Els paisatges dels Alps també són ben rebuts. L'article dedicat a la temporada 3 conclou que «sense destacar realment dels seus homòlegs francesos, Cassandre s'imposa tanmateix com una sèrie sòlida».
La sèrie va guanyar el Premi Polar de 2017 a la millor sèrie de televisió francesa o francòfona per l'episodi 1 de la temporada 2 (Retour de Flamme) i el premi a la millor sèrie en francès, secció dramàtica al Festival Polar de Cognac.